# Tiszafejéregyház
Tiszafejéregyház (korábban Fejéregyháza, Tiszafejéregyháza, ukránul: Біла Церква [Bila Cerkva], románul: Biserica Albă) település Ukrajnában, Kárpátalján, a Técsői járásában. Lakóinak száma (2003): 3056 fő.

## Fekvése
Aknaszlatina szomszédságában, Máramarosszigettel szemben, a Tisza völgyében fekszik.

## Nevének eredete
a Fejéregyháza helységnév magyar eredetű, azzal kapcsolatos, nevét az egykor itt álló fehér falú templomáról, illetve a  ma már csak romokban látható kolostoráról kapta. A nevében levő Tisza- előtag a folyó mellékére utal, és 1901 óta van használatban.
A párhuzamos román Beserica Alba és a hivatalos ukrán Біла Церква tükörfordítás a magyarból 1363:

## Története
Tiszafejéregyház (Fejéregyház) nevét az oklevelek 1363-ban említették először Feyreghaz néven.
A település a konyhai uradalom-hoz tartozott.
1363-ban I. Lajos király adományozta Szász vajda és fiainak Balk-nak, Drag-nak és János-nak.

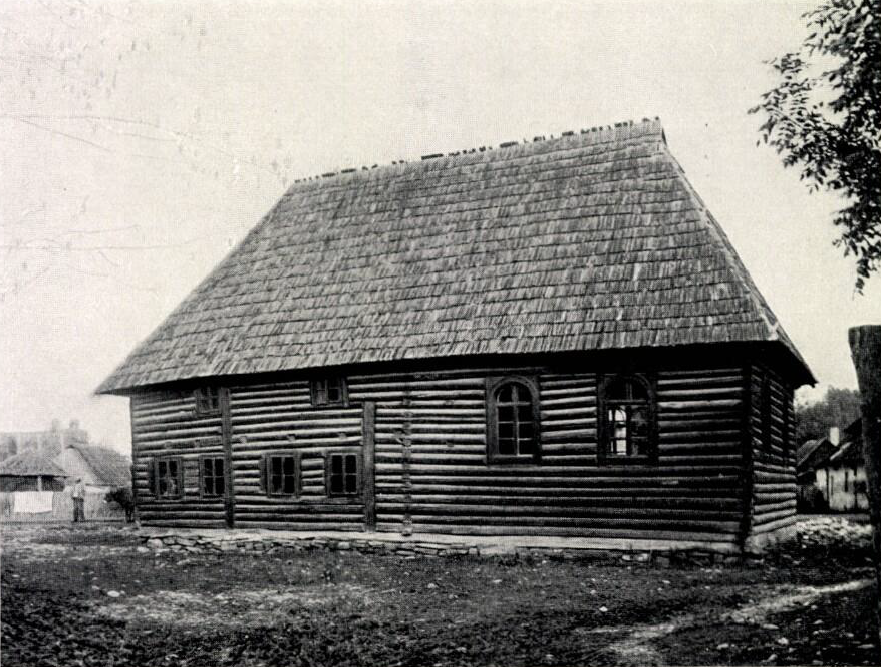
A tiszafejéregyházi zsinagóga 1929-ben

A falu Máramaros megye egyik legrégibb települése volt, neve valószínűleg királyi kápolnára vonatkozott (Györffy György).

## Közlekedés
2022-ben az Európai Unió támogatásával megkezdődött a teherforgalomra is alkalmas, 2×2 sávos Máramarossziget–tiszafejéregyházai Tisza-híd műszaki tervezése és kivitelezése, mely a romániai Máramarossziget Teplice településrészét köti össze Tiszafejéregyházával, és a tervek szerint 2024 nyarára készülhet el.